# Napoleoncomplex

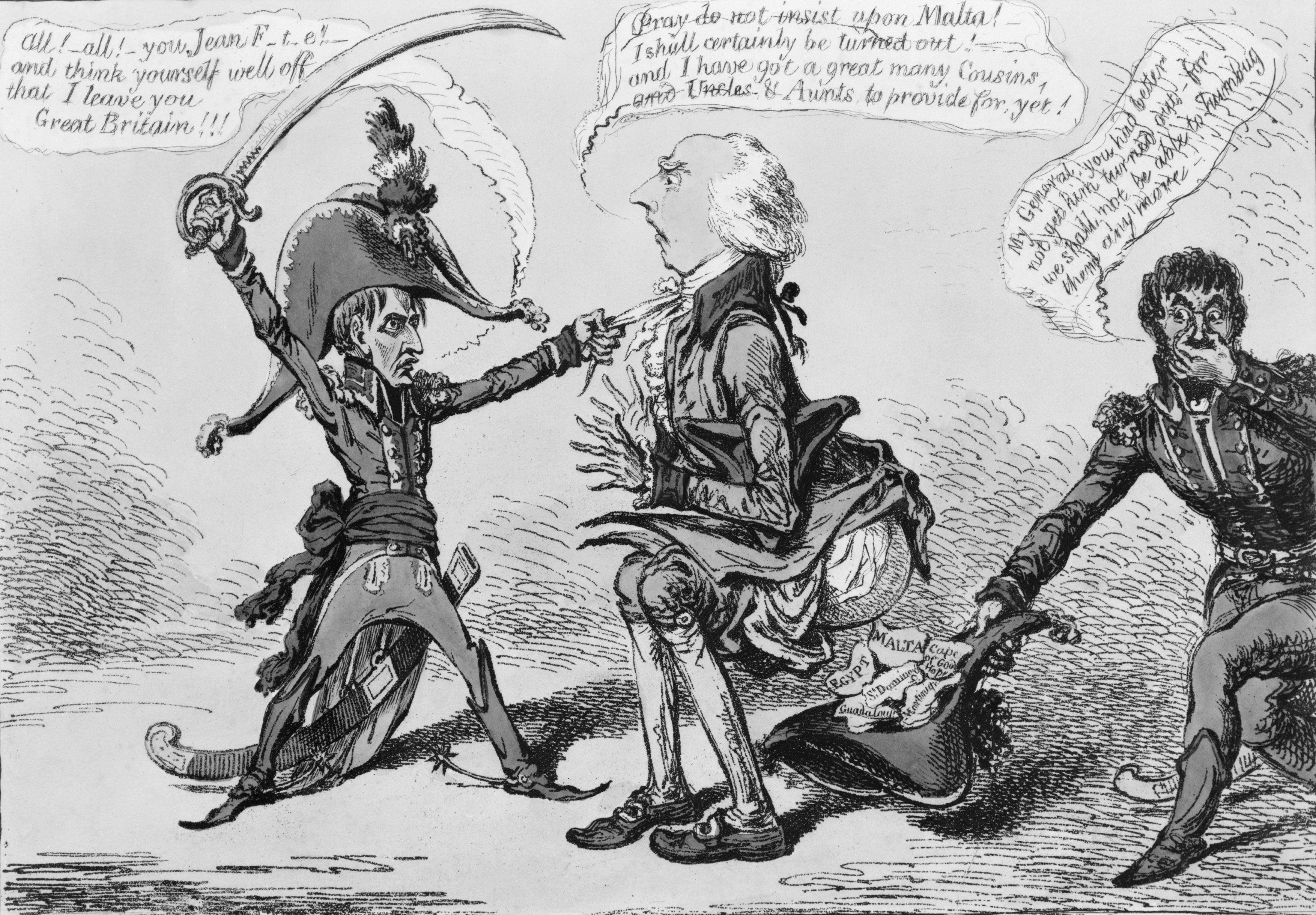
Britse spotprent die Napoleon portretteert als een klein mannetje

Napoleoncomplex is een informele term uit de psychologie. Het is een vorm van minderwaardigheidscomplex. Alfred Adler was de eerste die de term gebruikte, waarmee hij doelde op een overgecompenseerd gevoel van minderwaardigheid. 
Adler zag Napoleon Bonaparte als voorbeeld van iemand die extreem ambitieus gedrag vertoonde om minderwaardigheidsgevoelens over zijn geringe lengte te compenseren. Zo zei Napoleon ooit tegen maarschalk Ney: “U bent dan wel langer, maar ik ben groter”. 
Napoleon was met ongeveer 1,67 m overigens niet kleiner dan de meeste Europeanen van zijn tijd. De wijdverbreide opvatting over zijn geringe lengte valt vooral terug te voeren op Engelse spotprenten uit het begin van de negentiende eeuw. Bovendien leek hij relatief klein omdat hij zich omringde met lijfwachten die allemaal flink langer dan gemiddeld waren.
In 2018 vond evolutionair psycholoog Mark van Vugt en zijn team aan de Vrije Universiteit Amsterdam bewijs voor het Napoleoncomplex bij mannen. Kleinere mannen gedroegen zich agressiever als ze onderhandelden met een lange man. Hun theorie gaat ervan uit dat kleine mannen slimme tactieken moeten gebruiken om hun lichaamstekort te compenseren. Daarvoor vind je ook in het dierenrijk aanwijzingen.